# پریستشنا
پریستشنا (به لاتین: Přísečná) یک منطقهٔ مسکونی در جمهوری چک است که در ناحیه تشسکی کروملوو واقع شده‌است. پریستشنا ۶٫۲۶ کیلومتر مربع مساحت و ۲۰۲ نفر جمعیت دارد و ۵۳۵ متر بالاتر از سطح دریا واقع شده‌است.